# Коровинці
Корови́нці — село в Україні, центр Коровинської сільської громади Роменського району Сумської області. Населення становить 2169 осіб. До 2017 орган місцевого самоврядування — Коровинська сільська рада.

## Географія
Село Коровинці знаходиться на лівому березі річки Сула, вище за течією примикає село Курмани, нижче за течією примикає село Дігтярівка, на протилежному березі — село Ракова Січ. По селу протікає пересихаючий струмок з загатою. Через село проходить автомобільна дорога Н07.

## Історія
Село Коровинці відоме з кінця XI століття. У Іпатіївському літописі згадується, що біля села Коровинці було розбите половецьке військо хана Боняка, пізніше воно згадується в XVII столітті.
Село постраждало внаслідок геноциду українського народу, проведеного урядом СРСР в 1932—1933 роках. Під час Голодомору 1932—1933 років померло щонайменше 49 жителів села.
- 12 червня 2020 року, відповідно до розпорядження Кабінету Міністрів України № 723-р «Про визначення адміністративних центрів та затвердження територій територіальних громад Сумської області», село увійшло до складу Коровинської сільської громади[4].
- 19 липня 2020 року, в результаті адміністративно-територіальної реформи та ліквідації  Недригайлівського району, громада увійшла до складу новоутвореного Роменського району[5].

## Населення

### Мова
Розподіл населення за рідною мовою за даними перепису 2001 року:
| Мова            | Кількість | Відсоток |
| --------------- | --------- | -------- |
| українська      | 2662      | 98.52%   |
| російська       | 26        | 0.96%    |
| білоруська      | 3         | 0.11%    |
| інші/не вказали | 11        | 0.41%    |
| Усього          | 2702      | 100%     |

## Відомі люди
- Дорошенко Сергій Володимирович — український військовик, учасник російсько-української війни[7]
- Єпіфанов Анатолій Олександрович (нар. 1945 р.) — доктор економічних наук, професор, з 1980 р. голова виконкому Сумської міськради народних депутатів, 1992- Представник Президента України в Сумській області, голова облдержадміністрації, 1994-1998- голова Сумської облради народних депутатів, ректор-організатор Української Академії банківської справи, з 1999 — ректор Української Академії банківської справи.
- Залозний Іван Іларіонович (нар. 1926 р.) — механізатор, Герой Соціалістичної Праці. Розробив і запровадив у практику багато раціоналізаторських пропозицій, щодо поліпшення якості роботи, підвищення продуктивності праці.
- Лаврик Віра Іванівна (нар. 1952 р.) — Голова Сумської обласної ради (2015 р.), голова профкому, фінансовий менеджер, в.о. генерального директора ВАТ «Сумихімпром», керівник Сумської міжрайонної виконавчої дирекції відділення Фонду соціального страхування у Сумській області.
- Лаврик Микола Іванович (нар. 1952 р.) — Роменський міський голова, голова Сумської обладміністрації, голова Чернігівської облдержадміністрації, радник Президента України, народився в селі Коровинці.
- Ріпа Анастасія Степанівна (1921 — ?) — новатор сільськогосподарського виробництва, ланкова колгоспу «Комінтерн» Недригайлівського району Сумської області. Депутат Верховної Ради УРСР 6—7-го скликань.
- Сердюк Ольга Семенівна (нар. 1927 р.) — Герой Соціалістичної Праці. З 1943 р. працювала в колгоспі «Комінтерн» Недригайлівського району. Неодноразово брала участь у ВДНГ СРСР, де отримала дві Срібні та дві Бронзові медалі.
- Химченко Микола Прохорович (1899—1968) — український радянський партійний діяч, 2-й секретар Чернігівського обкому КП(б)У.
- Яловий Іван Никонович (нар. 1918 р.) — організатор сільськогосподарського виробництва, Герой Соціалістичної Праці.

Під керівництвом Ялового оновлено посівний фонд, зміцнено кормову базу, збільшено поголів'я великої рогатої худоби, впроваджено механізовані методи вирощування буряків.

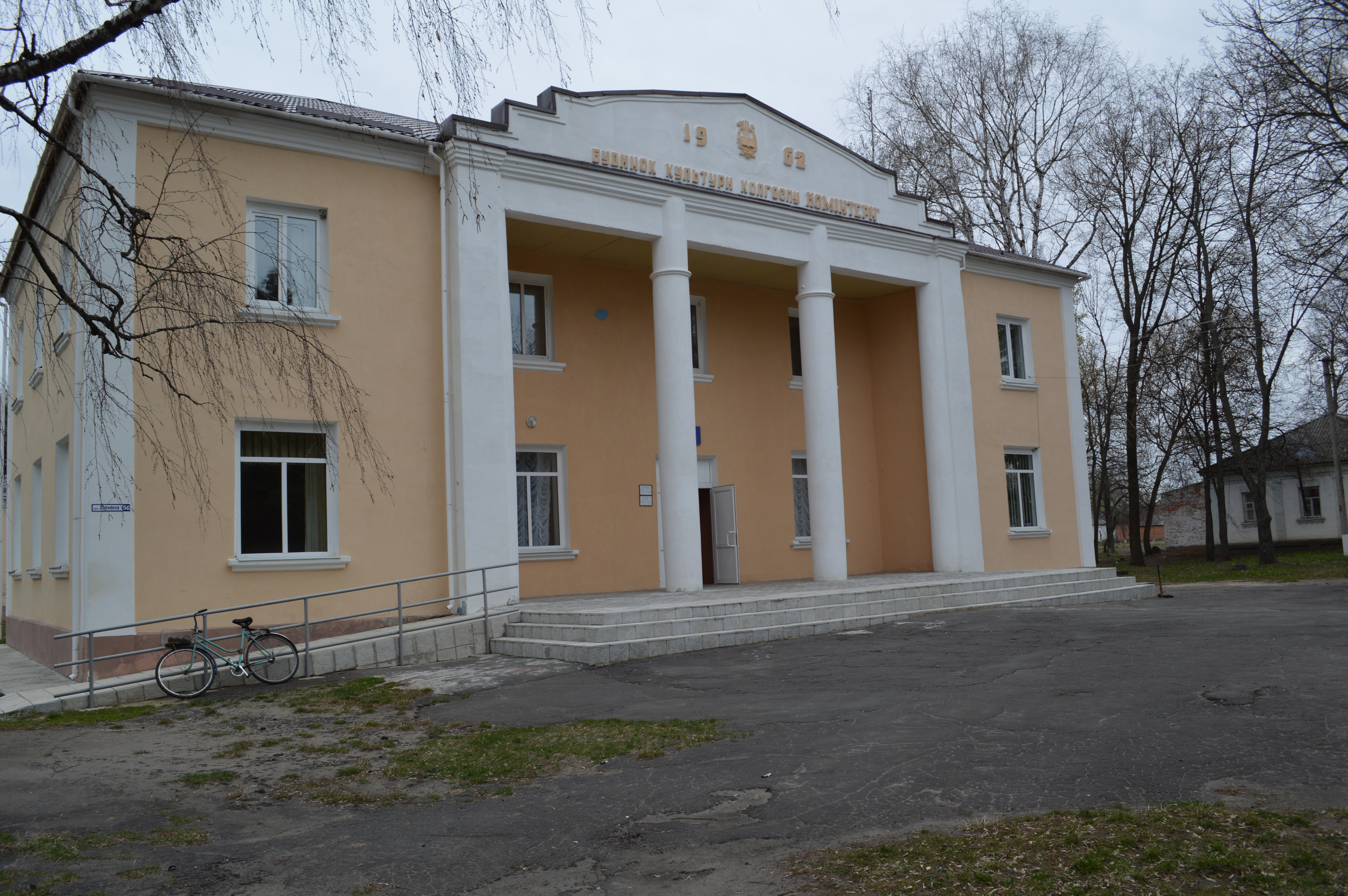
Будинок культури
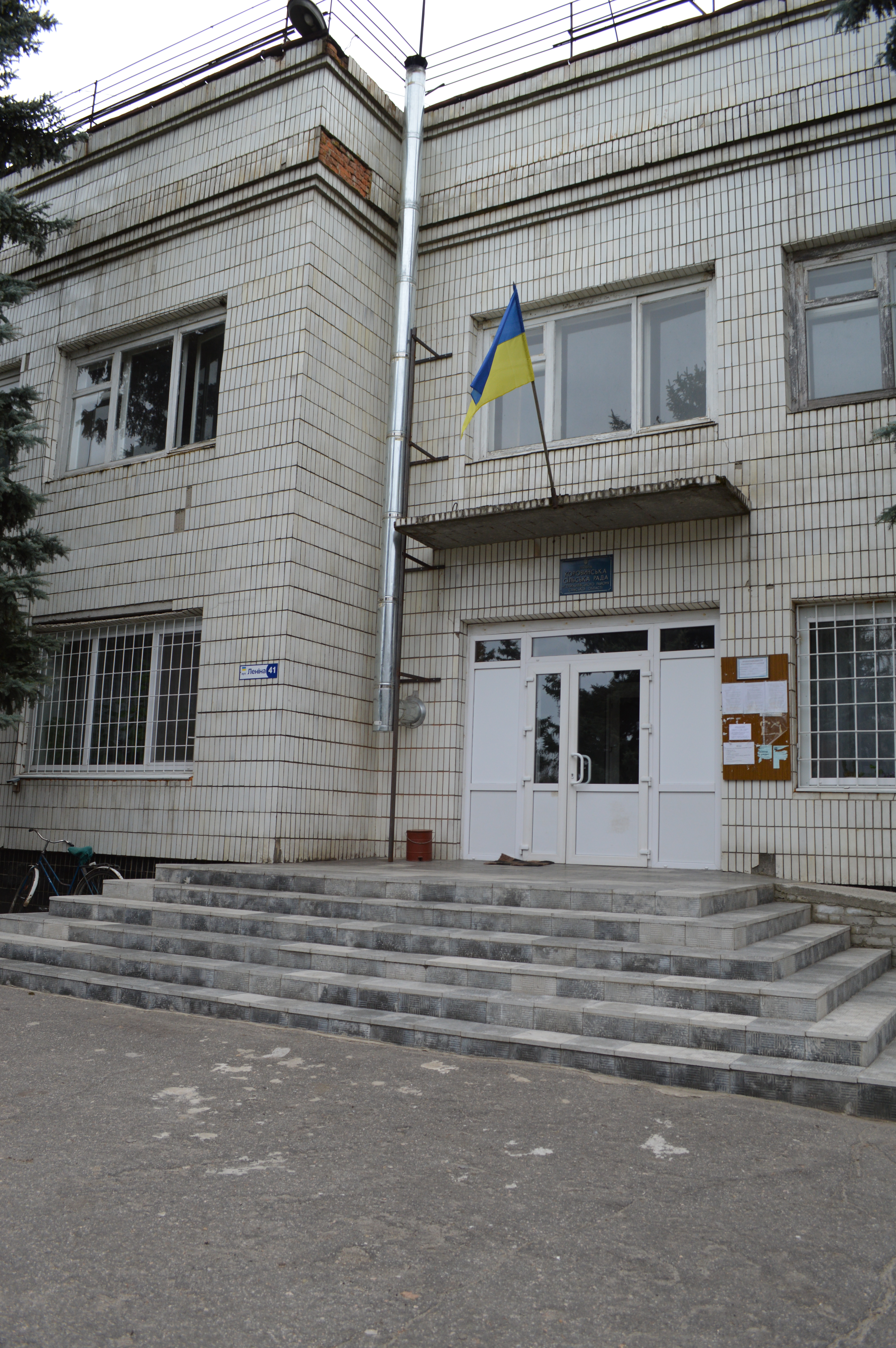
Сільська рада
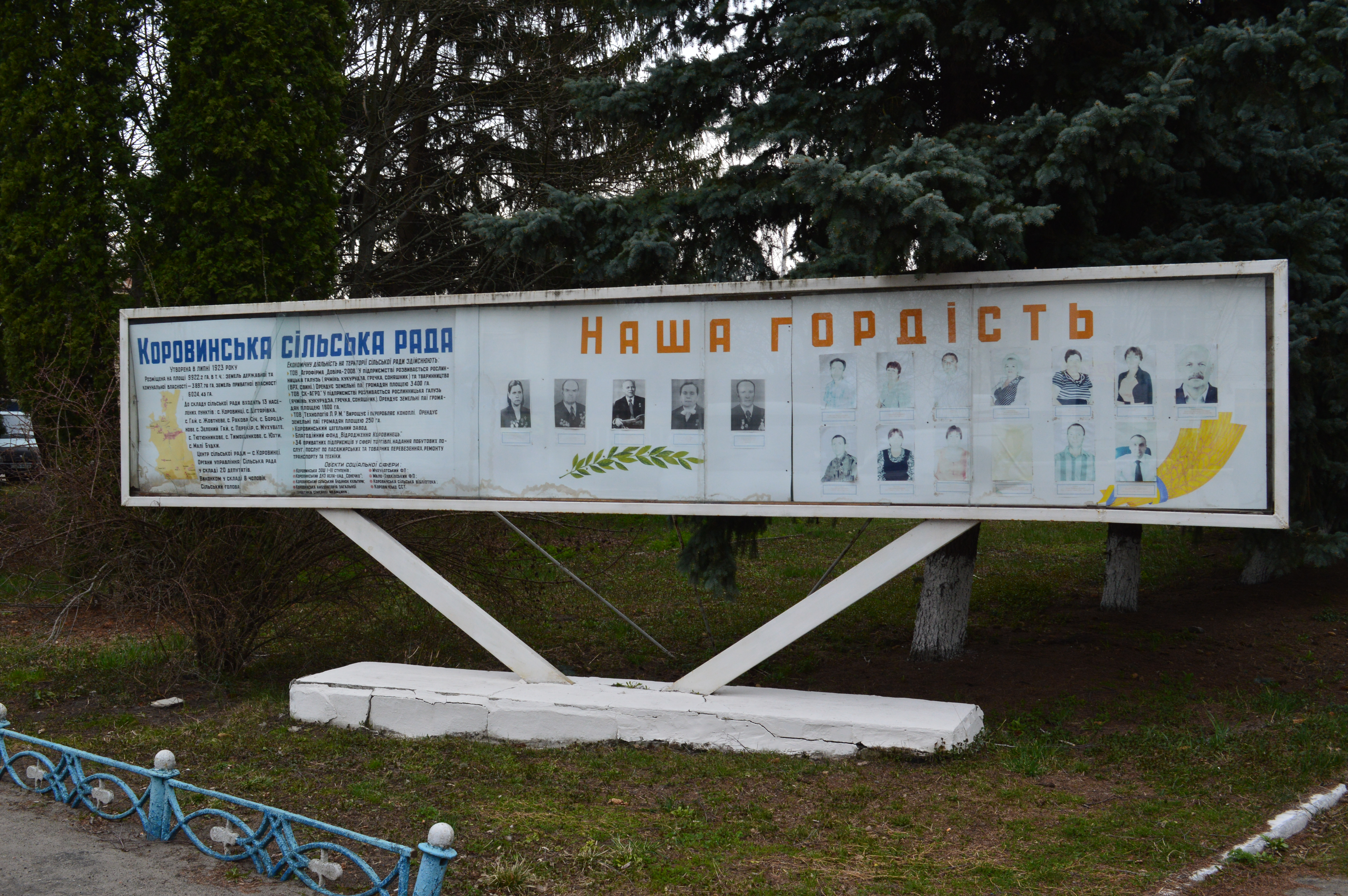
Похвальна дошка
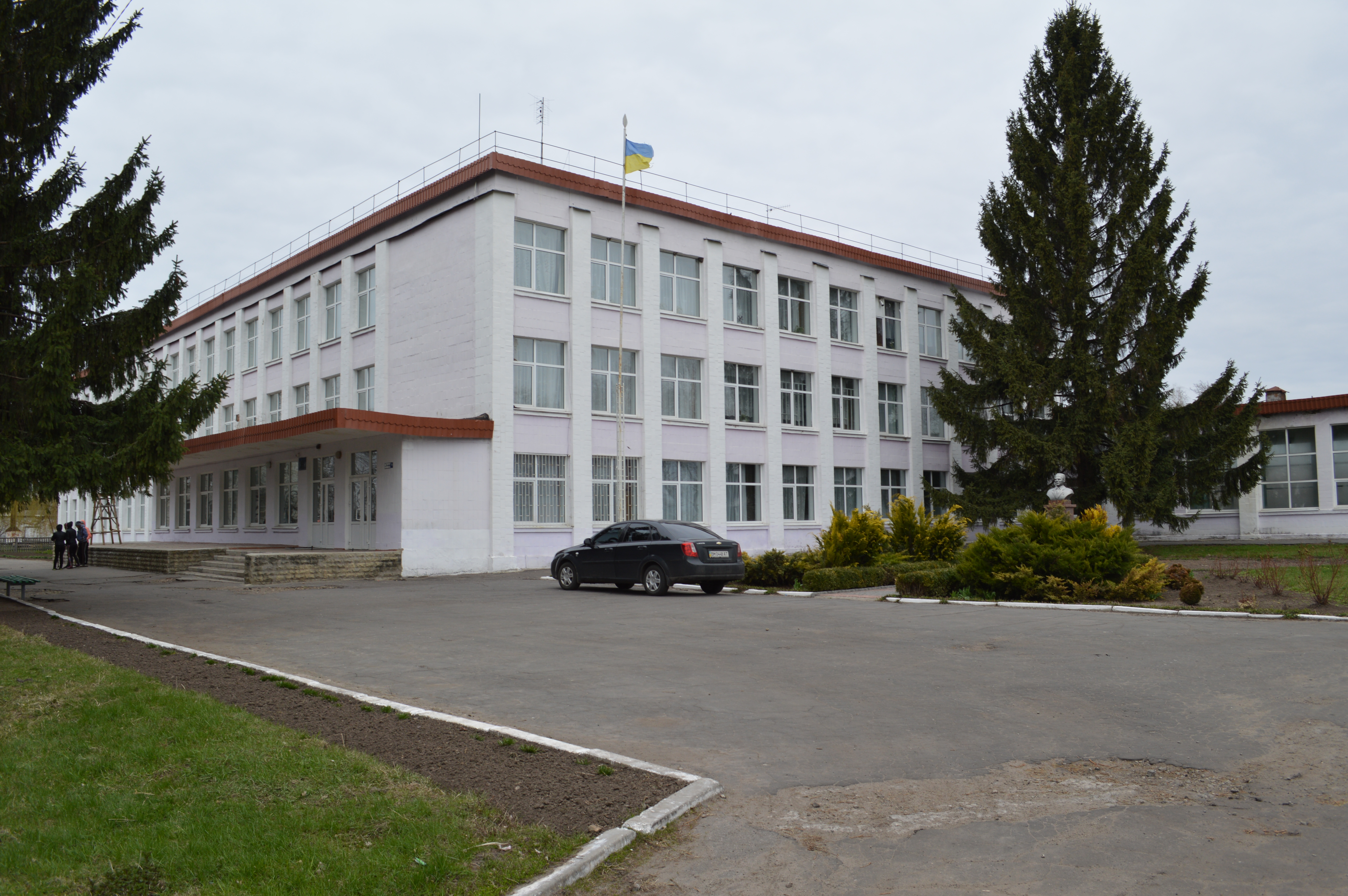
Школа